# Geografía de Nueva Zelanda
Nueva Zelanda (en maorí: Aotearoa) es un país insular situado en el suroeste del océano Pacífico, cerca del centro del hemisferio oceánico. Está formado por un gran número de islas, alrededor de 700, principalmente restos de una masa de tierra mayor que ahora está bajo el mar. Por su tamaño, las principales islas son la del Norte (o Te Ika-a-Māui) y la del Sur (o Te Waipounamu), separadas por el estrecho de Cook. La tercera más grande es la isla Stewart (o Rakiura), situada a 30 kilómetros de la punta de la isla Sur, a través del estrecho de Foveaux. Las demás islas tienen una superficie considerablemente menor. Las tres islas más grandes se extienden 1.600 kilómetros a través de las latitudes 35° a 47° sur. Nueva Zelanda es el sexto país insular más grande del mundo, con una superficie de 268.710 km².
El paisaje neozelandés, predominantemente vasto, abarca desde los fiordos del suroeste hasta las playas de arena subtropical en Farth North. La Isla Sur está dominada por los Alpes del Sur / Kā Tiritiri o te Moana, mientras que una meseta volcánica cubre gran parte de la Isla Norte central. Las temperaturas suelen ser inferiores a 0 °C y superiores a 30 °C, y las condiciones varían de húmedas y frías en la West Coast a áridas y continentales a poca distancia, a través de las montañas, y al clima similar al de la tundra en el sur profundo de Southland.
Alrededor de dos tercios de la superficie es útil desde el punto de vista económico; el resto es montañoso. La Isla Norte (Te Ika-a-Māui) es la más poblada, con 4 millones de habitantes, y Auckland es, con diferencia, la mayor área metropolitana del país por población y superficie urbana. La Isla Norte con sus playas doradas, los ancestrales bosques de Kauris, volcanes, áreas termales, y grandes ciudades (entre las que se encuentra Wellington, la capital), es la isla más poblada de las dos. La Isla Sur (Te Waipounamu) es la segunda más poblada, con más de 1,18 millones de habitantes, y también la más grande del país.  La Isla Sur con sus montañas nevadas, glaciares, exuberantes bosques nativos, fiordos, es la mayor de las dos, y es llamada "la tierra principal" por los habitantes de la misma. Su ciudad más poblada es Christchurch. Dentro de la jurisdicción territorial de Nueva Zelanda también se incluyen un grupo pequeño de islas como las Chatham, Kermadec, la Isla Campbell, Auckland, Antípodas, Las Snares, las Solander, y las Islas Bounty. 
El país está situado a unos 2.000 kilómetros al sureste del continente australiano, a través del mar de Tasmania; el país más próximo a sus islas principales es la isla Norfolk (Australia), a unos 750 kilómetros al noroeste. Otros grupos de islas al norte son Nueva Caledonia, Tonga y Fiyi. Es la nación más meridional de Oceanía. La relativa proximidad de Nueva Zelanda al norte de la Antártida ha convertido a la Isla Sur en una importante puerta de entrada para las expediciones científicas al continente.

## Geografía física

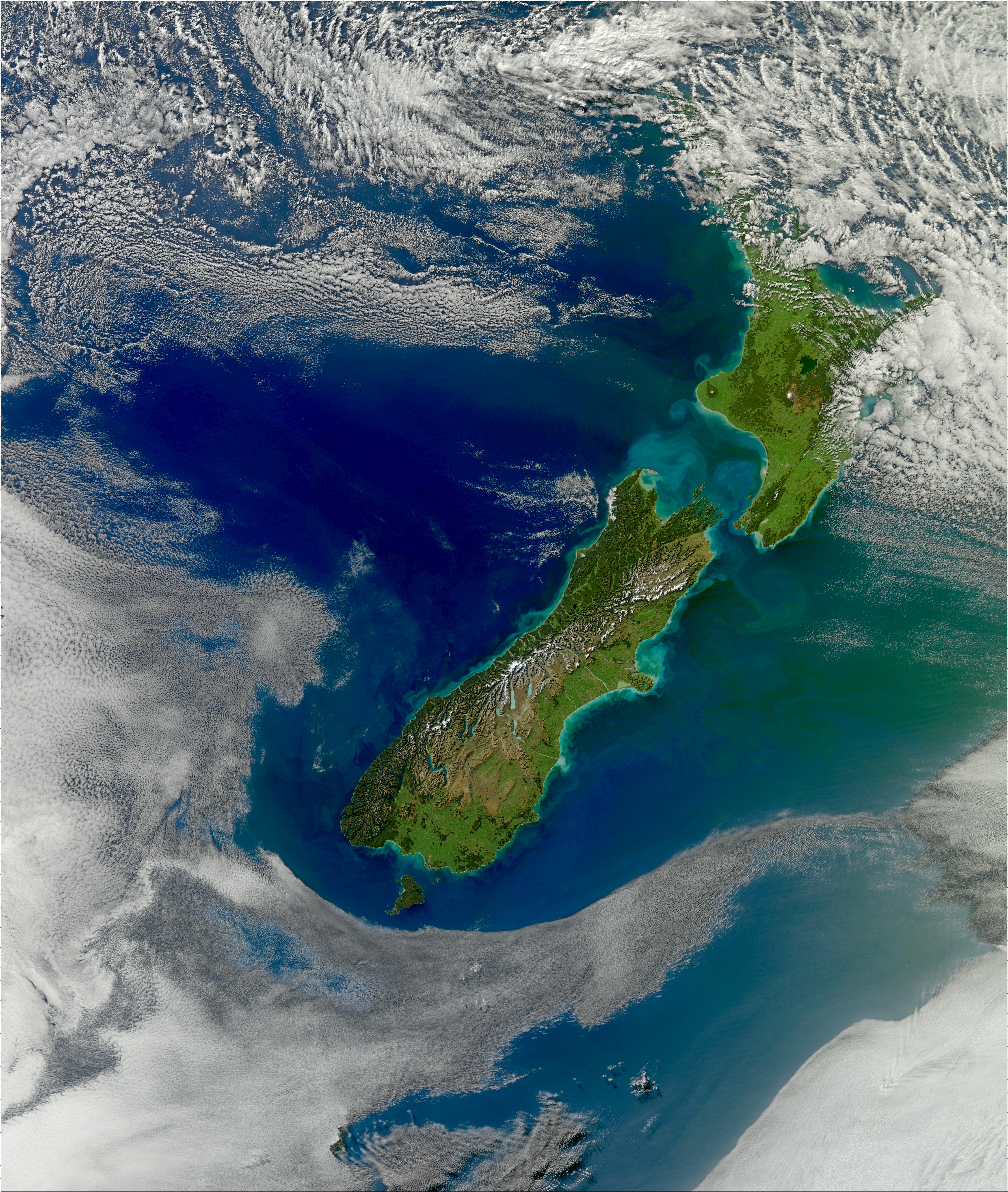
Los fuertes vientos en el Estrecho de Cook producen altas olas que erosionan la costa, como se muestra en esta imagen

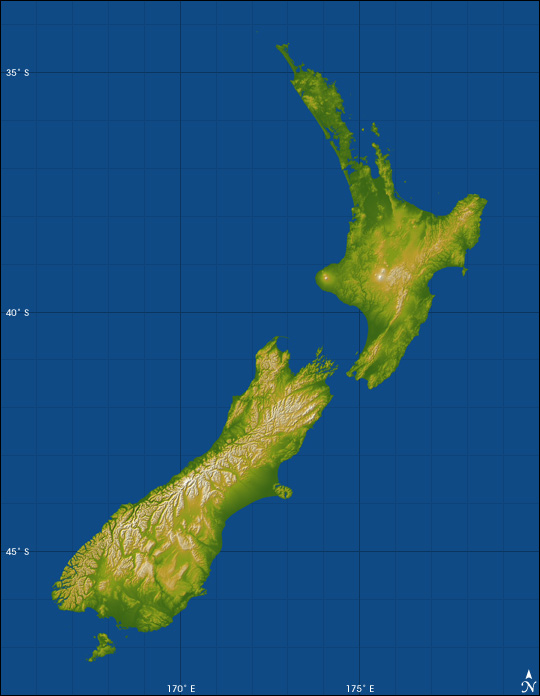
Topografía de Nueva Zelanda.

Nueva Zelanda cuenta con 2 islas principales en Oceanía ubicadas en el Pacífico Sur con centro en aproximadamente 41°S 174°E / -41, 174. Tiene un área total de 268.680 km² (incluyendo las Islas Antípodas, Auckland, Islas Bounty, Islas Campbell, Islas Chatham, y las Islas Kermadec) siendo ligeramente menor a Italia o Japón y un poco mayor que el Reino Unido.
Nueva Zelanda tiene un total de 15.134 km de costa y cuenta con extensos recursos marinos. Reclama la séptima mayor Zona económica exclusiva del mundo, cubriendo más de 4 millones de km², más de 15 veces su área terrestre. El país no tiene fronteras terrestres.
La Isla Sur es la 12.ª isla más grande del mundo. Con una superficie de 150 437 km², es la mayor masa terrestre de Nueva Zelanda y en ella vive alrededor de un cuarto de la población del país. Está dividida longitudinalmente por los Alpes del Sur, cuya cumbre es el Monte Cook o Aoraki con 3.754 m s. n. m., lo que la convierte en la novena más alta de la isla, con la prominente cordillera Kaikōura al noreste. Se yerguen dieciocho picos que sobrepasan los 3000 m s. n. m. en la Isla Sur. En el lado oriental de la isla se ubican las Llanuras de Canterbury mientras la costa occidental es famosa por sus abruptas costas, como Fiordland, por su muy alta proporción de bosques autóctonos y por los glaciares Fox y Franz Josef. El impresionante paisaje de la Isla del Sur la ha convertido en un lugar popular para la producción de varias películas, como La trilogía de El Señor de los Anillos y Las Crónicas de Narnia: El León, la Bruja y el Armario. Se encuentra en latitudes similares a las de Tasmania (una isla al sur de Australia) y a las de partes de la Patagonia en Sudamérica.
La Isla Norte es menos montañosa que la Isla Sur, pero está marcada por el vulcanismo. La mayor montaña de la isla, el Monte Ruapehu (2.797 m s. n. m.), es un volcán activo. El Lago Taupo se encuentra cerca del centro de la Isla Norte y es el mayor lago en superficie del país. El lago nace en una caldera creada después de la mayor erupción en el mundo en los últimos 70.000 años (Erupción Oruanui).

### Puntos Extremos
La frase From Cape Reinga to The Bluff se utiliza con frecuencia en Nueva Zelanda para referirse a la extensión de todo el país. El Cabo Reinga / Te Rerenga Wairua es el extremo noroccidental de la península de Aupouri, en el extremo norte de la Isla Norte. Bluff es el puerto de Invercargill, situado cerca del extremo sur de la Isla del Sur, por debajo del paralelo 46° sur. Sin embargo, los puntos extremos de Nueva Zelanda se encuentran en realidad en varias islas periféricas.
Los puntos que están más al norte, al sur, al este o al oeste que cualquier otro lugar de Nueva Zelanda son los siguientes:
- El punto más septentrional se encuentra en la isla Nugent, en las islas Kermadec (29°13′54″S 177°52′09″O / -29.231667, -177.869167).
- El punto más meridional se encuentra en la isla Jacquemart, en el grupo de las islas Campbell (52°37′10″S 169°07′33″E / -52.619444, 169.125833).
- El punto más oriental está situado en un grupo de islas dentro de las islas Chatham llamado Forty-Fours (43°57′48″S 175°49′53″O / -43.963306, -175.831410).
- El punto más occidental es el cabo Lovitt, en la isla Auckland (50°47′59″S 165°52′12″E / -50.799838, 165.870128).

### Antípodas

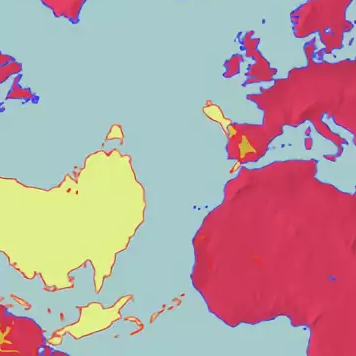
Nueva Zelanda es antípoda de puntos del Atlántico Norte, la península ibérica y Marruecos.

Nueva Zelanda es en gran medida antípoda de la península ibérica de Europa. La mitad norte de la Isla del Sur corresponde a Galicia y al norte de Portugal. La mayor parte de la Isla Norte corresponde al centro y sur de España, desde Valladolid (frente al punto sur de la Isla Norte, el Cabo Palliser), pasando por Madrid y Toledo hasta Córdoba (directamente antípoda de Hamilton), Lorca (frente al Cabo Este), Málaga (Cabo Colville) y Gibraltar. Partes de la Península de Northland se oponen a Marruecos, con Whangārei casi coincidiendo con Tánger. Las antípodas de las islas Chatham se encuentran en Francia, justo al norte de la ciudad de Montpellier.
En Europa se suele utilizar el término "antípodas" para referirse a Nueva Zelanda y Australia (y a veces a otras zonas del Pacífico Sur), y Antipodeans a sus habitantes.

### Geología

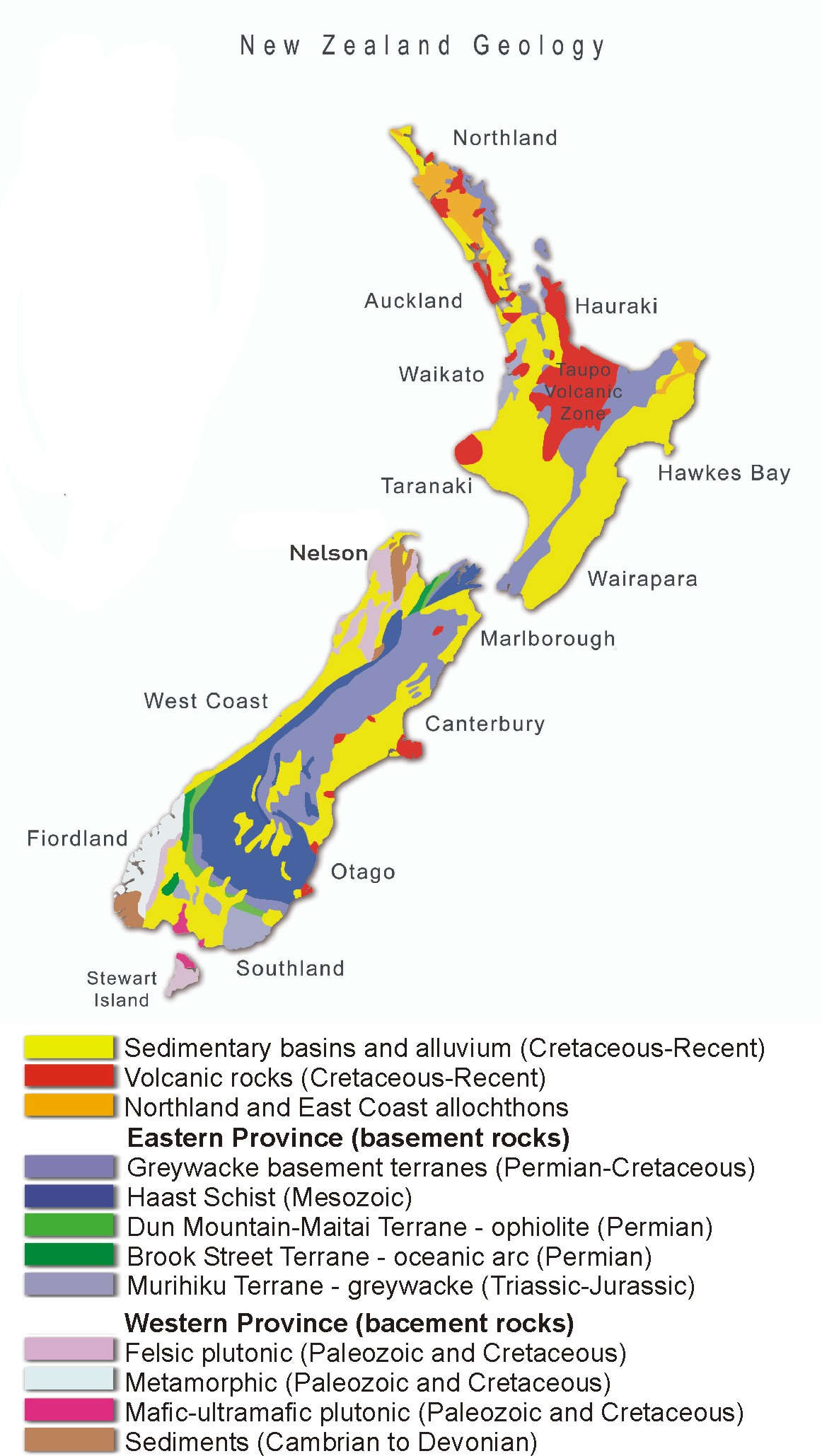
Regiones geológicas básicas de Nueva Zelanda

Nueva Zelanda se ubica en el límite entre dos placas tectónicas, la Placa del Pacífico y la Placa Australiana. Esto provoca el vulcanismo a través de todas las islas, especialmente la Isla Norte. El país hace uso de su moderado vulcanismo produciendo energía calórica y eléctrica en numerosas plantas hidrotermales. Nueva Zelanda es capaz de proveer toda la electricidad necesaria dada la cantidad de energía del agua en la Isla Sur y la energía volcánica en la Isla Norte. Algunos sitios volcánicos son también famosos destinos turísticos, como los géiseres de Rotorua. Las dos placas también provocan regulares terremotos aunque generalmente no son malos.
Hay muchas formaciones de rocas sedimentarias kársticas que llaman la atención turística. Entre ellas están las Cavernas de Waitomo y las Rocas Pancake. Estos monumentos contienen muchos minerales, gracias a las piedras volcánicas que deja la lava.

Topografía de Zealandia, el continente sumergido, y las dos placas tectónicas.

Nueva Zelanda forma parte de Zealandia, un microcontinente de casi la mitad del tamaño de Australia que se sumergió gradualmente tras separarse del supercontinente Gondwana. Zealandia se extiende una distancia considerable hacia el este, en el océano Pacífico, y hacia el sur, en dirección a la Antártida. También se extiende hacia Australia en el noroeste. Este continente sumergido está salpicado de elevaciones topográficas que a veces forman islas. Algunas de ellas, como las islas principales (Norte y Sur), la isla Stewart, Nueva Caledonia y las islas Chatham, están pobladas. Otras islas más pequeñas son santuarios ecológicos con un acceso cuidadosamente controlado.
La masa terrestre neozelandesa se ha levantado debido a la tectónica transpresiva entre la placa indoaustraliana y la placa del Pacífico (estas dos placas se trituran entre sí y una cabalga por encima de la otra). Esta es la causa de los numerosos terremotos y volcanes de Nueva Zelanda.

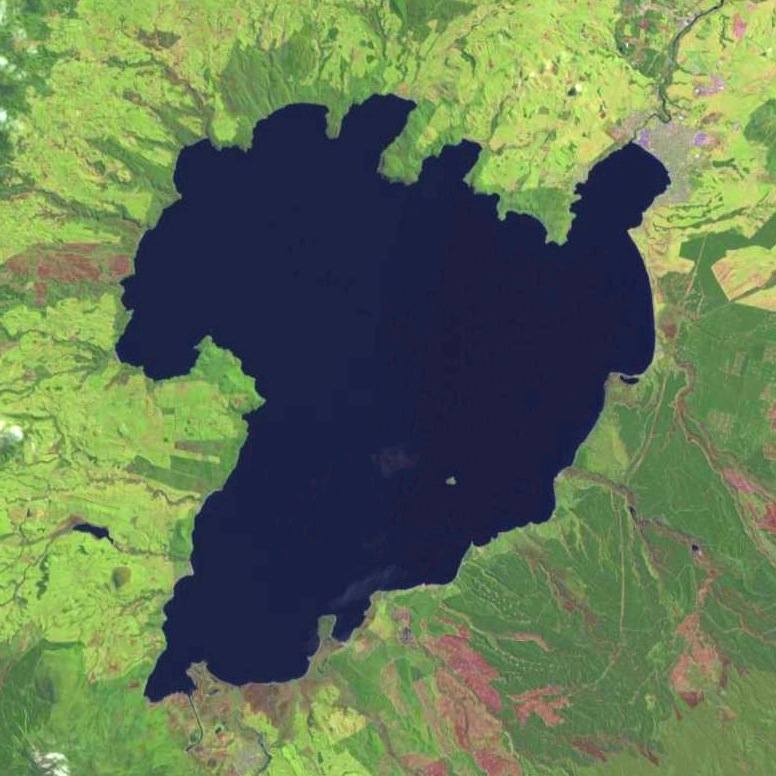
Las bahías festoneadas que se adentran en las costas norte y oeste del lago Taupo son típicas de los márgenes de las grandes calderas volcánicas. La caldera que rodean se formó durante la enorme erupción del Oruanui.

Al este de la Isla Norte, la placa del Pacífico se ve obligada a pasar por debajo de la placa indoaustraliana. La Isla Norte de Nueva Zelanda presenta un amplio vulcanismo de arco posterior como resultado de esta subducción. Hay muchos volcanes grandes con erupciones relativamente frecuentes. También hay varias calderas de gran tamaño, siendo la más evidente la que forma el lago Taupo. Taupo tiene un historial de erupciones increíblemente potentes, con la erupción del Oruanui hace aproximadamente 26.500 años, que expulsó 1.170 kilómetros cúbicos de material y provocó el colapso hacia abajo de varios cientos de kilómetros cuadrados para formar el lago. La última erupción se produjo hacia el año 180 de la era cristiana y expulsó al menos 100 kilómetros cúbicos de material, y se ha relacionado con los cielos rojos vistos en esa época en Roma y China. La energía geotérmica asociada de esta zona volcánica se utiliza en numerosas centrales hidrotermales. Algunos lugares volcánicos son también famosos destinos turísticos, como los géiseres de Rotorua.

La dirección de subducción se invierte a través de la Isla del Sur, con la placa indoaustraliana forzada bajo la placa del Pacífico. La transición entre estos dos estilos diferentes de colisión continental se produce a través de la parte superior de la Isla del Sur. Esta zona presenta un importante levantamiento y muchas fallas activas; aquí son frecuentes los grandes terremotos. El más potente de la historia reciente, el terremoto de M8.3 de Wairarapa, se produjo en 1855. Este terremoto generó más de 6 metros de elevación vertical en algunos lugares y provocó un tsunami localizado. Afortunadamente, el número de víctimas fue bajo debido a la escasa densidad de población de la región. En 2013, la zona se vio sacudida por el terremoto de Seddon, de 6,5 grados, pero apenas causó daños y no hubo heridos. La capital de Nueva Zelanda, Wellington, está situada en el centro de esta región.

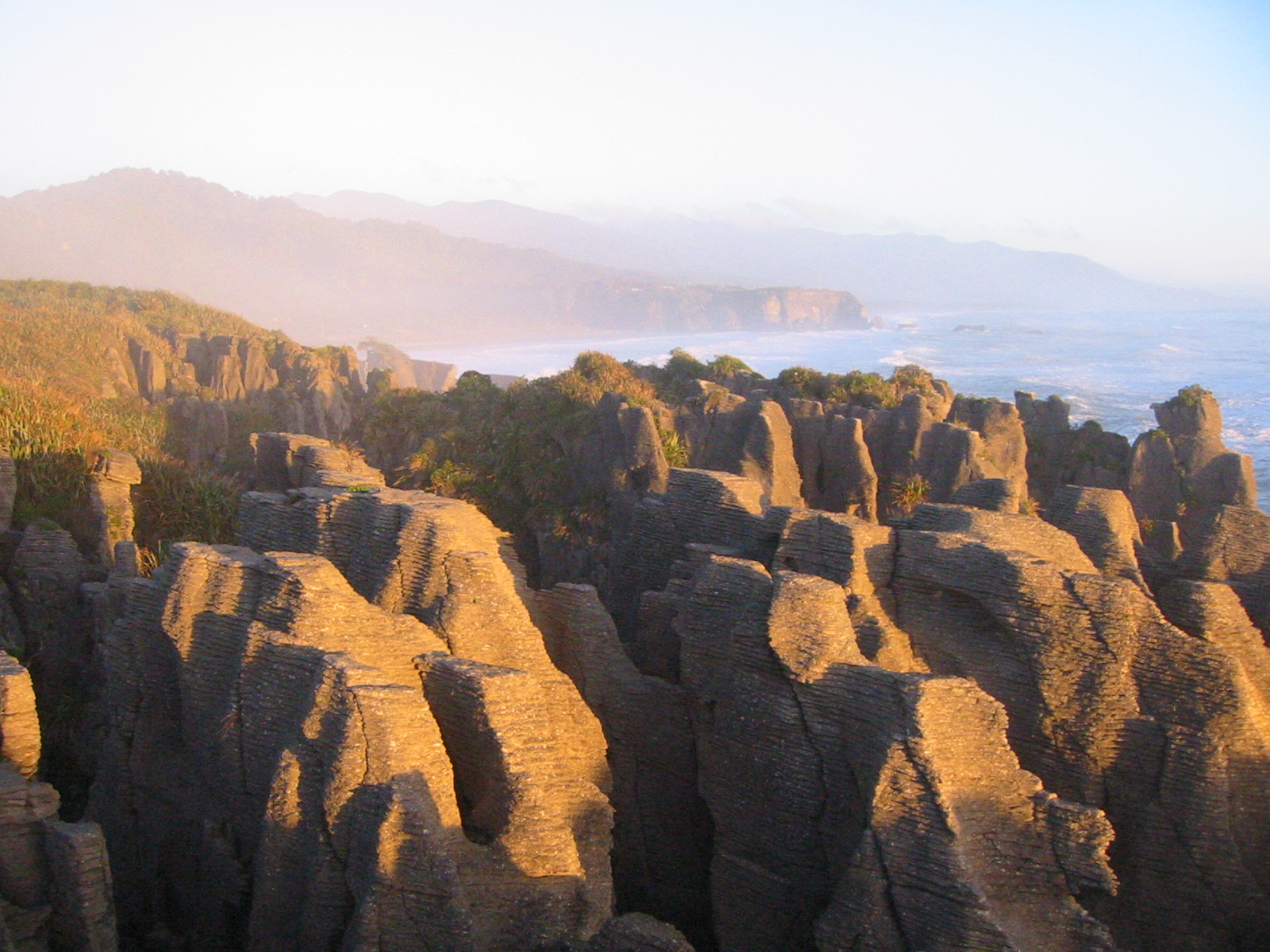
Hay muchas formaciones de rocas sedimentarias kársticas que llaman la atención turística como las Rocas Pancake.

La subducción de la placa indoaustraliana provoca un rápido levantamiento en el centro de la Isla del Sur (unos 10 milímetros al año). Este levantamiento forma los Alpes del Sur. Éstos dividen la isla, con una estrecha franja húmeda al oeste y amplias y secas llanuras al este.Las precipitaciones orográficas resultantes permiten la generación hidroeléctrica de la mayor parte de la electricidad del país. Una parte importante del movimiento entre las dos placas se debe al deslizamiento lateral de la placa indoaustraliana hacia el norte con respecto a la placa del Pacífico.  El límite de la placa forma la Falla Alpina, de casi 800 kilómetros de longitud.Esta falla tiene un intervalo de repetición de ruptura estimado en unos 330 años, y se rompió por última vez en 1717 a lo largo de 400 kilómetros de su longitud.  Pasa directamente por debajo de muchos asentamientos de la costa oeste de la Isla Sur y las sacudidas provocadas por una ruptura afectarían probablemente a muchas ciudades y pueblos de todo el país.
El rápido levantamiento y las altas tasas de erosión en los Alpes del Sur se combinan para exponer rocas de tipo esquisto verde y anfibolita de alta calidad, incluyendo la piedra preciosa pounamu (jade). Los geólogos que visitan la Costa Oeste pueden acceder fácilmente a las rocas metamórficas de alta calidad y a las milonitas asociadas a la Falla Alpina, y en algunos lugares pueden estar a horcajadas sobre el trazado de la falla de un límite de placa activo.
Al sur de Nueva Zelanda, la placa indoaustraliana está subyaciendo bajo la placa del Pacífico, lo que está empezando a provocar un vulcanismo de arco posterior. El vulcanismo más joven (geológicamente hablando) de la Isla del Sur se produjo en esta región, formando las islas Solander (con una antigüedad de <2 millones de años). Esta región está dominada por la escarpada y relativamente intacta Fiordland, una zona de valles inundados esculpidos por los glaciares con escasos asentamientos humanos.

### Montañas, volcanes y glaciares
La Isla del Sur es mucho más montañosa que la del Norte, pero presenta menos manifestaciones de actividad volcánica reciente. Hay 18 picos de más de 3.000 metros en los Alpes del Sur, que se extienden a lo largo de 500 kilómetros por la Isla del Sur. Las montañas más cercanas que la superan en elevación no se encuentran en Australia, sino en Nueva Guinea y la Antártida. Además de los imponentes picos, los Alpes del Sur incluyen enormes glaciares, como el Franz Josef y el Fox. La montaña más alta del país es el Aoraki / Monte Cook; su altura desde 2014 está catalogada como 3.724 metros (bajó desde los 3.764 m antes de diciembre de 1991, debido a un desprendimiento de rocas y la posterior erosión). El segundo pico más alto es el Monte Tasman, con una altura de 3.497 metros.

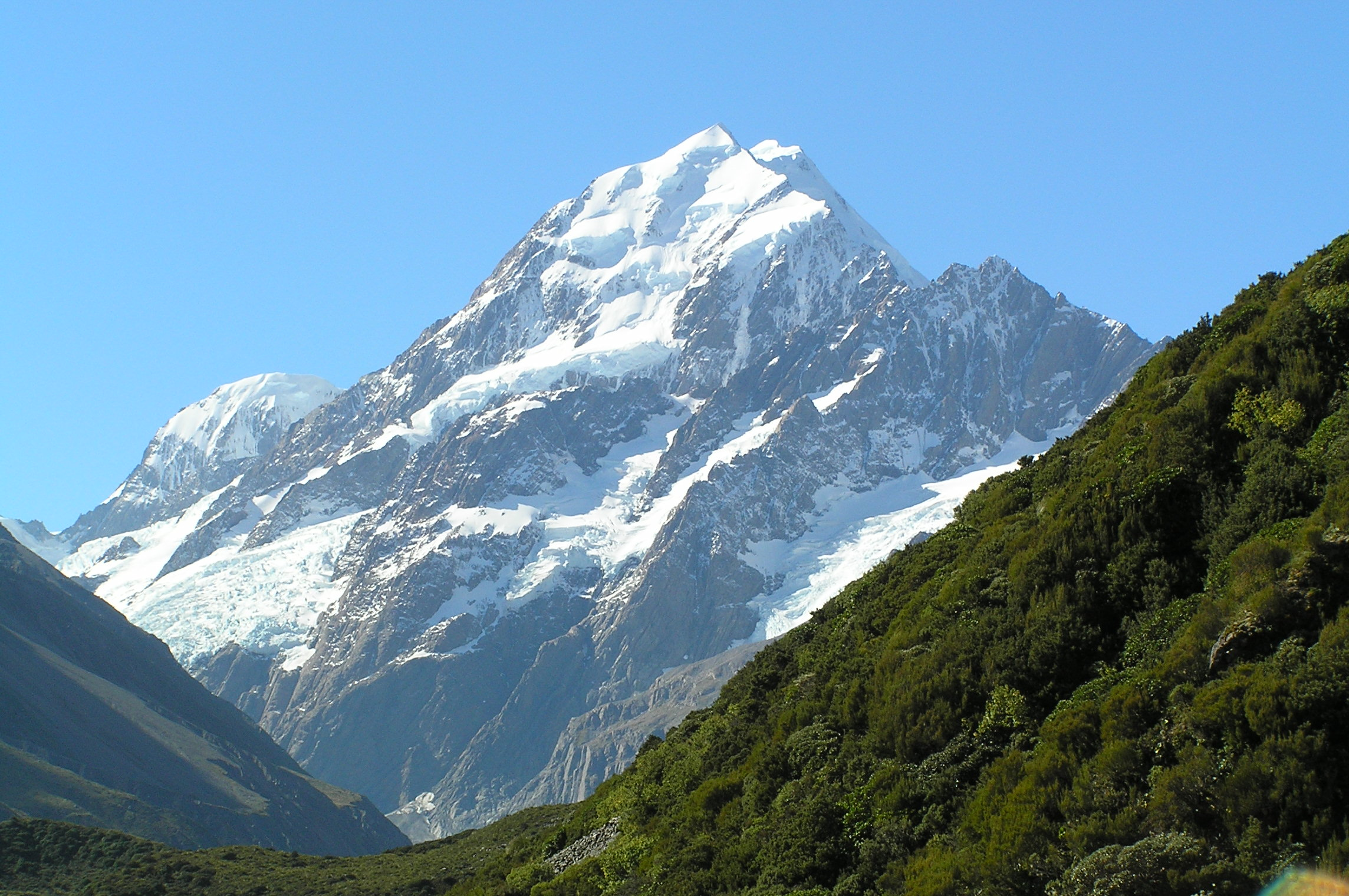
El Monte Cook, la montaña más alta de Nueva Zelanda (3754 m.).

La meseta volcánica de la Isla Norte cubre gran parte de la zona central de la isla con volcanes, mesetas de lava y lagos en cráteres. Los tres volcanes más altos son el Monte Ruapehu (2.797 metros), el Monte Taranaki (2.518 metros) y el Monte Ngauruhoe (2.287 metros). Las principales erupciones del Ruapehu se han producido históricamente con un intervalo de unos 50 años, en 1895, 1945 y 1995-1996. La erupción de 1886 del monte Tarawera, situado cerca de Rotorua, fue la mayor y más mortífera de los últimos 200 años en Nueva Zelanda, y causó la muerte de más de 100 personas. Otra larga cadena montañosa atraviesa la Isla Norte, desde Wellington hasta East Cape. Las cordilleras incluyen Tararua y Kaimanawa.
Las laderas más bajas de la montaña están cubiertas de bosque autóctono. Por encima, hay arbustos y, a continuación, gramíneas. La tundra alpina se compone de plantas en cojín y campos de hierbas; muchas de estas plantas tienen flores blancas y amarillas.

### Cuevas
Los sistemas de cuevas de Nueva Zelanda tienen tres orígenes principales, la meteorización química de la caliza por el agua (karst), las cuevas de lava y la erosión por las olas (cuevas marinas). Por lo tanto, la distribución de la piedra caliza, el mármol (piedra caliza metamorfoseada) y los volcanes define la ubicación de las cuevas en el interior de Nueva Zelanda. Las principales regiones de topografía kárstica son el distrito de Waitomo y Takaka Hill, en el distrito Tasman. Otros lugares destacados son la costa oeste (Punakaiki), la bahía de Hawkes y Fiordland.
Las cuevas de lava (tubos de lava) suelen formarse en los flujos de lava pāhoehoe, que son menos viscosos y están formados típicamente por basalto. Cuando se produce una erupción, la capa exterior del flujo de lava se endurece, mientras que el interior permanece líquido. La lava líquida sale al exterior al estar aislada por la corteza endurecida que hay encima. Estas cuevas se encuentran donde hay volcanes basálticos relativamente recientes en Nueva Zelanda, como el campo volcánico de Auckland, especialmente en Rangitoto, el Monte Edén y Matukutururu.
La distribución de las cuevas marinas es más esporádica, y su ubicación y orientación están controladas por la debilidad de la roca subyacente. Como los sistemas de cuevas tardan muchos miles de años en desarrollarse, ahora pueden quedar aislados del agua que los formó, ya sea por un cambio en el nivel del mar o por el flujo de aguas subterráneas. Si a medida que una cueva crece se abre paso hacia la superficie en otro lugar, se convierte en un arco natural, como los que hay cerca de Karamea (Arcos de Oparara).

### Cuerpos de agua
La proporción de la superficie de Nueva Zelanda (excluidos los estuarios) cubierta por ríos, lagos y estanques, según las cifras de la base de datos de la cubierta terrestre de Nueva Zelanda, es de (357526 + 81936) / (26821559 - 92499-26033 - 19216) = 1,6%. Si se incluyen las aguas abiertas del estuario, los manglares y la vegetación herbácea salina, la cifra es del 2,2%.
Las zonas montañosas de la Isla Norte están cortadas por numerosos ríos, muchos de los cuales son rápidos e innavegables. El este de la Isla del Sur está marcado por ríos anchos y trenzados, como el Wairau, el Waimakariri y el Rangitātā; formados por los glaciares, se abren en abanico en las llanuras de grava. El Waikato, que fluye por la Isla Norte, es el río más largo de Nueva Zelanda, con una longitud de 425 kilómetros. Los ríos neozelandeses cuentan con cientos de cascadas; el conjunto de cascadas más visitado es el de las cataratas Huka, que drenan el lago Taupo. 
El lago Taupo, situado cerca del centro de la Isla Norte, es el mayor lago por superficie del país. Se encuentra en una caldera creada por la erupción del Oruanui, la mayor del mundo en los últimos 70.000 años. Hay 3.820 lagos con una superficie superior a una hectárea. Muchos lagos se han utilizado como embalses para proyectos hidroeléctricos.

### Costa
Un reciente análisis global de teledetección sugirió que había 1.191 km² de llanuras mareales en Nueva Zelanda, lo que la convierte en el 29º país en cuanto a superficie de llanuras mareales.

### Clima
El clima en Nueva Zelanda es básicamente templado fresco a templado cálido. Las temperaturas medias están entre los 8°C en la Isla Sur y los 16 °C en la Isla Norte. Enero y febrero son los meses más cálidos mientras que julio es el más frío. Nueva Zelanda no tiene un gran rango de temperaturas aunque el tiempo puede cambiar repentinamente. Condiciones subtropicales se observan en Northland (el extremo norte de la Isla Norte).
La mayor parte de las áreas del país tienen entre 600 y 1600 mm de precipitaciones con la mayor parte de las lluvias a lo largo de la costa occidental de la Isla Sur y la menor en la costa oriental de la misma, básicamente en las Llanuras de Canterbury. Christchurch es la ciudad más seca recibiendo unos 640 mm de lluvia al año, mientras que Auckland es la más húmeda, con casi el doble.
El índice UV en Nueva Zelanda puede ser muy alto en algunos lugares y extremo en los momentos más cálidos del año en el norte de la Isla Norte. Esto se debe en parte a la relativamente baja contaminación del aire en el país, comparado con muchos otros países.
Existen tres factores principales que influyen en el clima de Nueva Zelanda:
- Su ubicación latitudinal donde prevalecen los vientos del oeste.
- Su ambiente oceánico.
- Las montañas, especialmente los Alpes del Sur.

## Geografía humana

### Geografía política

Regiones de Nueva Zelanda.

Nueva Zelanda no tiene fronteras terrestres. Sin embargo, la Dependencia de Ross, su reclamo en la Antártida, limita teóricamente con el Territorio Antártico Australiano al oeste y con un territorio no reclamado al este. La mayoría de los demás países no reconocen las reclamaciones territoriales en la Antártida.
Nueva Zelanda consta de 16 regiones, 7 en la Isla Sur y 9 en la Isla Norte. Nueva Zelanda también tiene un número de islas apartadas que no se incluyen en los límites regionales. Las Islas Chatham no son una región, aunque su concejo opera como una región bajo el Resource Management Act. Las Islas Kermadec y las Islas subantárticas están habitadas solo por un pequeño número de miembros del Departamento de Conservación de Nueva Zelanda.
Están vinculadas geográficamente y los límites regionales se basan en gran medida en las cuencas hidrográficas Entre las regiones, once son administradas por autoridades regionales (nivel superior de la administración local), mientras que cinco son autoridades unitarias que combinan las funciones de las autoridades regionales y las de las autoridades territoriales (segundo nivel). Las autoridades regionales se encargan principalmente de la gestión de los recursos medioambientales, la ordenación del territorio, el transporte regional y la gestión de la bioseguridad y las plagas. Las autoridades territoriales administran las carreteras y reservas locales, la gestión de los residuos, las autorizaciones de construcción, los aspectos de la gestión de los recursos relacionados con el uso del suelo y la subdivisión, y otros asuntos locales.
Las islas Chatham no son una región, aunque su consejo funciona como tal en virtud de la Ley de Gestión de Recursos. Hay una serie de islas periféricas que no están incluidas en los límites regionales. Las Kermadecs y las Islas Subantárticas sólo están habitadas por un pequeño número de funcionarios del Departamento de Conservación.

### Geografía poblacional
La Isla Sur contiene algo menos de una cuarta parte de la población. Más de tres cuartas partes de la población neozelandesa viven en la Isla Norte, y un tercio de la población total vive en la región de Auckland. Auckland es también la región de más rápido crecimiento, con el 51% del crecimiento total de la población neozelandesa (en las dos décadas hasta 2016). La mayoría de los indígenas maoríes viven en la Isla Norte (87%), aunque algo menos de una cuarta parte (24%) vive en Auckland. Nueva Zelanda es un país predominantemente urbano, ya que el 84,1% de la población vive en una zona urbana. Alrededor del 65,4% de la población vive en las 20 principales zonas urbanas (con una población de 30.000 o más habitantes) y el 44,2% vive en las cuatro ciudades más grandes: Auckland, Christchurch, Wellington y Hamilton. La densidad de población de Nueva Zelanda, de unos 18 habitantes por kilómetro cuadrado,  es una de las más bajas del mundo.
Los pueblos de Nueva Zelanda se han definido por su origen inmigrante, por el proceso continuo de adaptación a una nueva tierra, por el cambio de los que vinieron antes. Este proceso ha dado lugar a una distribución distinta de la cultura en toda Nueva Zelanda. En este caso, la lengua y la religión se utilizan como marcadores del concepto mucho más rico de cultura. Desgraciadamente, estos parámetros excluyen la división política entre zonas rurales y urbanas y también todos los efectos de los terremotos de Christchurch en la distribución cultural de Nueva Zelanda.

## Uso del suelo
Los recursos naturales incluyen: carbón, oro, energía hidráulica, hierro, piedra litográfica, gas natural, arena, y madera.
Uso del suelo:
- tierra cultivable: 5,54%
- cultivos permanentes: 6,92%
- otros: 87,54% (2005)

Tierra irrigada: 2.850 km² (2003)

## Amenazas naturales
Las inundaciones son el peligro natural más habitual.  Nueva Zelanda es barrida por sistemas meteorológicos que traen consigo fuertes lluvias; los asentamientos suelen estar cerca de las zonas de alta montaña, donde las precipitaciones son mucho mayores que en las tierras bajas debido al efecto orográfico. Los arroyos de montaña que alimentan los principales ríos crecen rápidamente y a menudo se desbordan cubriendo las granjas con agua y limo. La estrecha vigilancia, la previsión meteorológica, los diques de contención, las presas y los programas de repoblación forestal en las zonas montañosas han mejorado los peores efectos.
Nueva Zelanda experimenta unos 14.000 terremotos al año, algunos de ellos de magnitud superior a 7 (M7). Desde 2010, se han producido varios terremotos de gran magnitud (M7, M6.3, M6.4, M6.2) y de poca profundidad (todos ellos de <7 km) inmediatamente debajo de Christchurch, que han provocado 185 muertes, la destrucción generalizada de edificios y una importante licuefacción. Estos terremotos están liberando tensiones distribuidas en la placa del Pacífico por la colisión en curso con la placa indoaustraliana al oeste y al norte de la ciudad. La actividad volcánica es más frecuente en la meseta volcánica central de la Isla Norte. Los tsunamis que afectan a Nueva Zelanda están asociados al Cinturón de Fuego del Pacífico.
Las sequías no son regulares y se producen principalmente en Otago y en las llanuras de Canterbury, y con menor frecuencia en gran parte de la Isla Norte entre enero y abril. Los incendios forestales eran poco frecuentes en Nueva Zelanda antes de la llegada del ser humano. En algunas zonas existen prohibiciones de incendios en verano.

## Medio ambiente y ecología

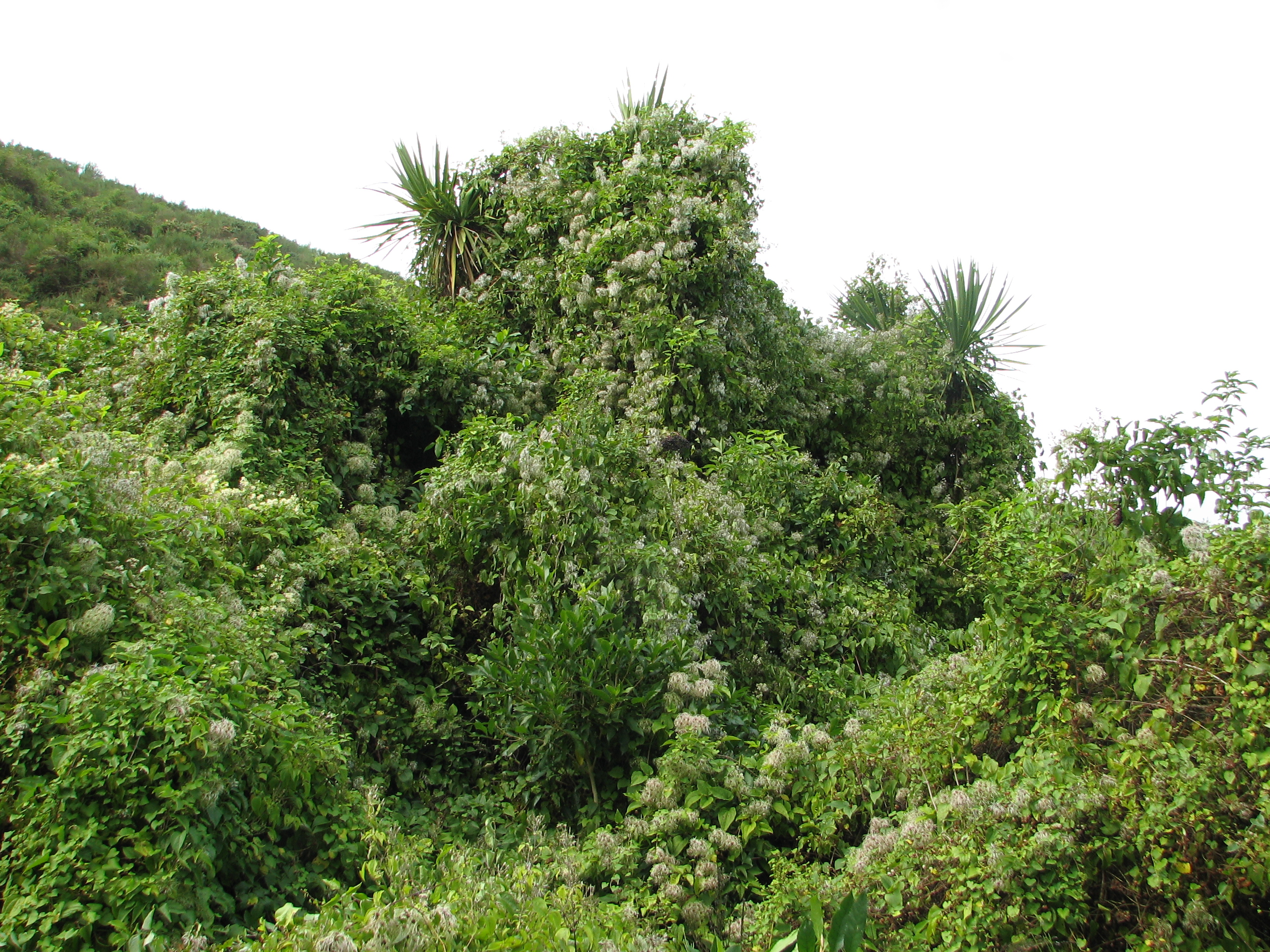
La trepadora clemátide es una planta invasora en Nueva Zelanda. En la imagen, cubre un cordiline en la zona de Port Hills en Christchurch.

Además de la deforestación y la erosión del suelo, Nueva Zelanda padece un grave problema con las especies invasoras. Se calcula que en Nueva Zelanda hay más de 2000 especies de plantas vasculares no nativas introducidas por el hombre, entre ellas helechos, gramíneas, angiospermas, árboles y malezas, y trepadoras. Entre los mamíferos invasores más dañinos figuran las ratas, los armiños y las zarigüeyas australianas, de las que se calcula que hay unos 30-35 millones en el país. Un plan llamado Predator Free 2050 pretende acabar con los mamíferos invasores en Nueva Zelanda. Los objetivos son liberar de predadores un área de 1 millón de hectáreas y erradicarlos de todas las islas que sean reservas naturales.

## Áreas protegidas de Nueva Zelanda

Parques nacionales de nueva Zelanda marcados en verde

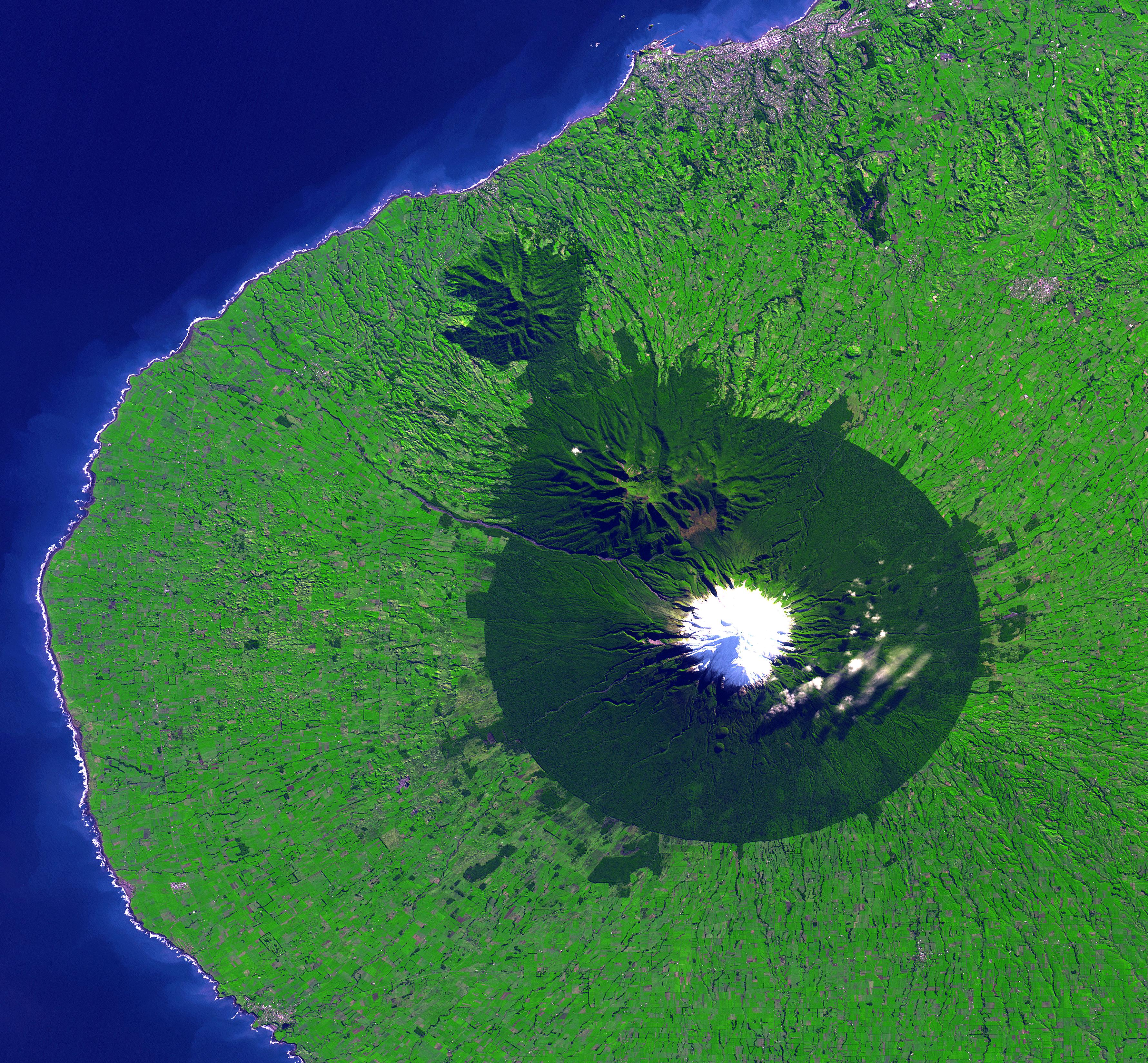
Foto aérea del parque nacional Egmont, que ocupa la zona boscosa en torno al monte Egmont, un estratovolcán al oeste de Nueva Zelanda.

En Nueva Zelanda hay 5.756 áreas protegidas que ocupan 88.464 km², el 32,81% del área terrestre del país, y 1.249.447 km² de superficie marina, el 30,42% del área marina que pertenece al país, 4.106.954 km². Del total de áreas protegidas, 15 son parques nacionales, 44 son reservas marinas, 58 son reservas naturales, 74 son refugios naturales, 54 son áreas de conservación, 12 son santuarios de la naturaleza, 2 son Te Urewera (un área muy boscosa, poblada de forma dispersa en zona de colinas en el norte de Nueva Zelanda), 6 son áreas naturales, 100 son reservas científicas, 14 son áreas santuario, 1.699 son reservas escénicas, 113 son áreas ecológicas, 3 son áreas de conservación, 2.623 son áreas sostenibles según el concepto de mayordomía, 857 son áreas privadas con un acuerdo de conservación (conservation covenant), 1 es un área marina protegida (islas de Sugar Loaf), 17 son reservas gubernamentales, 12 son áreas de gestión natural, 20 son áreas bentónicas protegidas, 5 son reservas con propósitos específicos, 17 son áreas marinas restringidas (Seamount closures) y 1 es un área de protección especial (isla de Breaksea). De estas, 3 son patrimonio de la Humanidad y 6 son sitios Ramsar.

#### Parques nacionales
- Parque nacional Abel Tasman
- Parque nacional Aoraki/Mount Cook
- Parque nacional Egmont
- Parque nacional de Fiordland
- Parque nacional de Kahurangi
- Parque nacional de los Lagos Nelson
- Parque nacional del Monte Aspiring
- Parque nacional de Paparoa
- Parque nacional del Paso de Arthur
- Parque nacional de Rakiura
- Parque nacional de Te Urewera
- Parque nacional de Tongariro
- Parque nacional Westland
- Parque nacional de Whanganui
- El decimoquinto sería una ampliación del parque Fiordland